# 5955 Khromchenko
5955 Khromchenko eller 1987 RT3 är en asteroid i huvudbältet som upptäcktes den 2 september 1987 av den ryska astronomen Ljudmila Tjernych vid Krims astrofysiska observatorium på Krim. Den är uppkallad efter den sovjetisk-ukrainske orgelbyggaren Volodymyr Chromtjenko (1949–2022).
Asteroiden har en diameter på ungefär sju kilometer och den tillhör asteroidgruppen Gefion.